# Giải Viện Hàn lâm Nhật Bản lần thứ 44
Giải Viện Hàn lâm Nhật Bản lần thứ 44 (第44回日本アカデミー賞 dai 44 kai nihon akademishou) là lễ trao giải lần thứ 44 của Giải Viện Hàn lâm Nhật Bản, giải thưởng được trao bởi Viện Hàn lâm Nhật Bản và Hiệp hội Sho để vinh danh những tác phẩm, sự cống hiến trong quá trình làm phim.

## Đề cử và đoạt giải

### Giải thưởng
| Phim điện ảnh xuất sắc của năm | Phim hoạt hình xuất sắc của năm |
| --- | --- |
| - Midnight Swan - The Asadas - Tora-san, Wish You Were Here - The Voice of Sin - Fukushima 50 | - Thanh gươm diệt quỷ: Chuyến tàu vô tận - Violet Evergarden: Hồi ức không quên - Poupelle ở Thị trấn Ống Khói - Josee: Khi nàng thơ yêu - Stand by Me Doraemon 2                                                                                               |
| Đạo diễn xuất sắc nhất của năm | Biên kịch xuất sắc nhất của năm |
| - Wakamatsu Setsurō – Fukushima 50 - Uchida Eiji – Midnight Swan - Kawase Naomi – True Mothers - Doi Nobuhiro – The Voice of Sin - Nakano Ryōta – The Asadas                                                 | - Nogi Akiko – The Voice of Sin - Uchida Eiji – Midnight Swan - Nakano Ryōta và Kanno Tomoe – The Asadas - Maekawa Yōichi – Fukushima 50 - Yamada Yoji – Tora-san, Wish You Were Here                                                                           |
| Nam diễn viên chính xuất sắc nhất | Nữ diễn viên chính xuất sắc nhất |
| - Kusanagi Tsuyoshi – Midnight Swan - Oguri Shun – The Voice of Sin - Satō Kōichi – Fukushima 50 - Suda Masaki – Threads: Our Tapestry of Love - Ninomiya Kazunari – The Asadas                              | - Nagasawa Masami – Mother - Komatsu Nana – Threads: Our Tapestry of Love - Nagasaku Hiromi – True Mothers - Nagasawa Masami – The Confidence Man JP: Episode of the Princess - Baisho Chieko – Tora-san, Wish You Were Here - Hirose Suzu – Not Quite Dead Yet |
| Nam diễn viên phụ xuất sắc nhất | Nữ diễn viên phụ xuất sắc nhất |
| - Watanabe Ken – Fukushima 50 - Uno Shōhei – The Voice of Sin - Tsumabuki Satoshi – The Asadas - Narita Ryo – The Cornered Mouse Dreams of Cheese - Hoshino Gen – The Voice of Sin                           | - Kuroki Haru – The Asadas - Eguchi Noriko – Stigmatized Properties - Goto Kumiko – Tora-san, Wish You Were Here - Momoi Kaori – I Never Shot Anyone - Yasuda Narumi – Fukushima 50                                                                             |
| Phim nước ngoài xuất sắc nhất | Diễn viên triển vọng của năm |
| - Ký sinh trùng - Star Wars: Skywalker trỗi dậy - Ford v Ferrari - 1917 - Tenet | - Hattori Misaki – Midnight Swan - Makita Aju – True Mothers - Mori Nana – Last Letter - Okada Kenshi – Hope, The Legacy of Dr. Death: Black File và All About March - Okudaira Daiken – Mother - Nagase Ren – Yowamushi Pedal: Up the Road                     |
| Điểm số xuất sắc nhất | |
| - Kajiura Yuki và Shiina Go – Thanh gươm diệt quỷ: Chuyến tàu vô tận - Iwashiro Taro – Fukushima 50 - Kameda Seiji –Yarn - Sato Naoki – The Voice of Sin - Yamamoto Junnosuke – Tora-san, Wish You Were Here | |